# Lovesick (1937)
Lovesick é um curta-metragem de animação de 1937 produzido pela Walter Lantz Productions apresentando a versão posterior, pós-1935, de pelo branco de Oswald the Lucky Rabbit, junto com seu cachorro Doxie, o dachshund.

## Sinopse
Oswald sai de sua casa carregando uma tigela cheia de ossos e os oferece a seu cachorro corpulento chamado Doxie. Doxie estava cavando um buraco no quintal, mas imediatamente corre em direção à tigela ao ser chamado.
Enquanto ele está saboreando sua refeição de ossos, Doxie vê uma poodle garota passando pela porta ao lado. Espantado com seu glamour, Doxie é obrigada a estabelecer um relacionamento romântico. Quando ele entra no quintal da outra casa e passa pela cabana da poodle, Doxie apresenta um osso que ele guardou de sua refeição. Não surpreendentemente, o presente de Doxie não foi aceito e a poodle não está interessado em conhecê-lo. Recusando-se a recuar, Doxie continua a desenterrar todos os ossos da área, incluindo um esqueleto de dinossauro. Depois de reunir todas as peças, o cão apaixonado tenta oferecê-las ao seu interesse amoroso. No entanto, a reação da poodle é a mesma.
Desesperado para conquistar o afeto da poodle, Doxie finge ir embora enquanto ele se esconde atrás de sua cabana. Quando a cadela sai verificando o lado de fora, Doxie lhe dá um beijo surpresa. Aborrecido em vez de lisonjeado, a poodle começa a latir. De repente, sua patroa vê o que está acontecendo e corre para fora para afastar Doxie, tentando espancá-lo com uma enxada.
Doxie volta para seu quintal, triste por como as coisas não correram como ele estava no outro lugar. Nesse momento, Oswald vem visitá-lo e fica um pouco surpreso com o estado depressivo do cachorro. Oswald acha que Doxie está com uma doença grave e, portanto, o leva ao veterinário.
Na clínica, o veterinário emu examina Doxie com um estetoscópio e um raio-x. Em nenhum momento, o veterinário sai da sala de emergência e diz a Oswald que nenhum vestígio de qualquer doença foi diagnosticado, mas apenas “enjoo”. Por razões desconhecidas, Oswald se irrita com a notícia e opta por ser o único a “curar” Doxie.
Doxie ainda está na sala de emergência, amarrado à cama. Enquanto isso, Oswald, disfarçado de cirurgião, entra em cena. Enquanto o falso cirurgião considera a operação e mostra um machado, Doxie fica apavorado e foge da clínica. Observando por uma janela e vendo o cachorro assustado correr, Oswald está exultante, pensando que Doxie está psicologicamente curado.
Doxie retorna aos subúrbios e entra novamente na casa d poodle, onde ele retomará seus desejos amorosos. Para sua consternação, quando a poodle sai de sua casinha, ele vê alguns filhotes também saindo com um buldogue com quem ela deu à luz os filhotes. O cão corpulento entende tudo e vai embora.
Doxie está muito enojado e, portanto, abandona sua busca pelo amor. Ele retorna ao seu quintal, voltando ao seu estilo de vida habitual. Mais uma vez Oswald vem até ele, oferecendo uma tigela cheia de ossos. Enquanto ele mordisca um osso, Doxie decide que é melhor ficar com seu dono.

## Doxie
Doxie é o segundo cão de Oswald, sendo o primeiro Elmer the Great Dane. O dachshund fez a tela pela primeira vez em The Wily Weasel (1937). Seu canto do cisne foi em Soup to Mutts (1939). Embora se tenha retirado dos desenhos animados naquele ano, Doxie apareceu na capa de uma revista em quadrinhos Oswald the Lucky Rabbit.